# Vasilissa Olga (destroyer)
Ne doit pas être confondu avec Reine Olga (1869).
Le Vasilissa Olga (Reine Olga - en grec : ΒΠ Βασίλισσα Όλγα / Vasílissa Olga) est un destroyer de type G de la marine royale hellénique qui est en service de 1938 à 1943. Nommé d’après la reine Olga de Grèce, il participe à la Seconde Guerre mondiale et continue les combats aux côtés des Alliés même après l’invasion de la Grèce par les Allemands.

## Histoire
Construit par Yarrow & Company à Scotstoun, en Écosse, en même temps que le destroyer grec Roi Georges, le Reine Olga est le plus moderne des vaisseaux de la flotte hellénique lorsque la Seconde Guerre mondiale éclate. Le bateau participe aux opérations navales de la Guerre italo-grecque et aux premier et troisième raids contre la marine italienne dans le Canal d'Otrante (14-15 novembre 1940 et 4-5 janvier 1941).
Après l’invasion de la Grèce par les Allemands, le Reine Olga et quelques autres navires hellènes trouvent refuge à Alexandrie, en Égypte, en mai 1941. Quelques mois plus tard, en novembre-décembre 1941, le bateau est envoyé à Calcutta pour y être modernisé. Il revient ensuite en Méditerranée pour y combattre sous la direction du lieutenant-commandant G. Blessas.
Le Reine Olga connaît alors plusieurs victoires :
- Le 14 décembre 1942, il coule, avec l’aide du destroyer britannique HMS Petard, le sous-marin italien Uarsciek, près de Malte[1] ;
- Le 19 janvier 1943, le Reine Olga et les destroyers britanniques HMS Pakenham et  HMS Nubian interceptent et coulent le navire de transport italien Stromboli près de la côte libyenne ;
- Le 2 juin 1943, le Reine Olga et le destroyer britannique HMS Jervis coulent le torpilleur italien Castore près du cap Spartivento[2].

Le Reine Olga participe également à la capture de Pantelleria et à l’invasion alliée de la Sicile.
Pendant la campagne du Dodécanèse, en septembre 1943, le Reine Olga et les destroyers britanniques HMS Faulknor et Eclipse coulent, près d’Astypalée, un convoi allemand composé des transporteurs Pluto et Paolo.
Pendant la bataille de Leros, le Reine Olga transporte des membres du Long Range Desert Group sur l’île de Leros mais le navire est attaqué et coulé par 25 bombardiers Junkers Ju 88, dans le Golfe de Lakki, le 26 septembre 1943. Le commandant Blessas, 6 officiers et 65 membres d’équipage périssent alors avec le navire.
Un monument a été érigé à Lakki en l’honneur du bateau et de son équipage.

## En philatelie
- Un timbre commémoratif représentant le Reine Olga a été émis par la Grèce en 2000.